# CEFL – sezona 2010.
Central European Football League je svoje peto izdanje imala 2010. godine. 

Sudjelovalo je šest klubova iz Austrije, Mađarske, Slovenije, Srbije i Turske. Naslov je obranila momčad Beograd Vukovi.

## Sudionici
- Cineplexx Blue Devils - Hohenems
- Budapest Wolves - Budimpešta
- Ljubljana Silverhawks - Ljubljana
- Beograd Vukovi - Beograd
- Novi Sad Dukes - Novi Sad
- Istanbul Cavaliers - Istanbul

## Ligaški dio
| mj      | klub                  | ut      | pob     | por     | poen+   | poen-   |
| Grupa A | Grupa A               | Grupa A | Grupa A | Grupa A | Grupa A | Grupa A |
| ------- | --------------------- | ------- | ------- | ------- | ------- | ------- |
| 1.      | Beograd Vukovi        | 6       | 6       | 0       | 197     | 67      |
| 2.      | Ljubljana Silverhawks | 6       | 3       | 3       | 147     | 89      |
| 3.      | Budapest Wolves       | 6       | 3       | 3       | 130     | 117     |
| 4.      | Novi Sad Dukes        | 6       | 0       | 6       | 41      | 242     |
|         |                       |         |         |         |         |         |
| Grupa B |                       |         |         |         |         |         |
| 1.      | Istanbul Cavaliers    | 1       | 1       | 0       | 35      | 0       |
| 2.      | Cineplexx Blue Devils | 1       | 0       | 1       | 0       | 35      |

## Doigravanje
| klub1                 | rezultat      | klub2              |               |
| poluzavršnica         | poluzavršnica | poluzavršnica      | poluzavršnica |
| --------------------- | ------------- | ------------------ | ------------- |
| Ljubljana Silverhawks | 31:14         | Budapest Wolves    |               |
| Beograd Vukovi        | 48:0          | Istanbul Cavaliers |               |
|                       |               |                    |               |
| CEFL Bowl             |               |                    |               |
| Ljubljana Silverhawks | 20:42         | Beograd Vukovi     |               |

## Poveznice i izvori
- Central European Football League
- european-league.com, CEFL 2010., rezultati  Arhivirana inačica izvorne stranice od 30. travnja 2011. (Wayback Machine)
- european-league.com (arhiva), CEFL 2010., poredak
- football-aktuell.de, CEFL 2010.